# Fire Skønheder
De Fire Skønheder (kinesisk: 四大美人; pinyin: sì dà měi rén) er fire legendariske kinesiske kvinder fra oldtiden, berømte for deres skønhed. De er, opstillet kronologisk:
- Xi Shi (omkr. 7. eller 6. århundrede f.Kr., Forårs- og efterårsperioden), "et udseende, der kunne sænke selv den smukkeste fisk".
- Wang Zhaojun (omkr. 1. århundrede f.Kr., perioden med det tidlige Han-dynasti), "et udseende, der fik selv den mest elegante fugl til at styrte til jorden".
- Diao Chan (omkr. 3. århundrede, perioden med de Tre Kongedømmer), "et ansigt, der kunne få skyerne til at dække den fulde måne".
- Yang Guifei (719-756, perioden under Tang-dynastiet, "et ansigt, der fik enhver blomst til at skamme sig".

- Wikimedia Commons har flere filer relateret til Fire Skønheder